# Кеэма (озеро)
Ке́эма (Кеэмаярв, Кема, Сууръярв; эст. Keema järv; Суур-Кеэма, эст. Suur Keema järv, Suur-Keema järv; Кеэма-Сууръярв, эст. Keema Suurjärv) — проточное озеро на юго-востоке Эстонии. Располагается на территории деревни Кеэма волости Выру в уезде Вырумаа. Шестое по глубине среди озёр Эстонии. Входит в состав озёрной группы Кеэма, состоящей из семи небольших озёр. Относится к бассейну Мустйыги.
Озеро имеет продолговатую форму, вытянуто в направлении юго-восток — северо-запад. Находится на высоте 93,8 м над уровнем моря, примерно в 5 км восточнее города Антсла. Площадь водной поверхности озера составляет 0,045 км² (по другим данным — 0,039 км²), длина — 0,425 км, ширина — 0,125 км. Протяжённость береговой линии — 0,993 км. Наибольшая глубина — 27,5 м. С северо-запада на юго-восток озеро пересекает верхнее течение ручья Мару, левого притока Мустйыги. В ихтиофауне преобладают следующие виды: окунь, плотва, щука, лещ, линь.